# Veselîi Podil, Ielaneț
Veselîi Podil (în ucraineană Веселий Поділ) este un sat în comuna Malojenivka din raionul Ielaneț, regiunea Mîkolaiiv, Ucraina.

## Demografie
Componența lingvistică a localității Veselîi Podil
     Ucraineană (78,05%)
     Rusă (17,07%)
     Română (2,44%)
Conform recensământului din 2001, majoritatea populației localității Veselîi Podil era vorbitoare de ucraineană (78,05%), existând în minoritate și vorbitori de rusă (17,07%) și română (2,44%).